# 馬自達Pathfinder XV-1
馬自達Pathfinder XV-1是一款1970年至1973年間由日本馬自達汽車公司授權給緬甸製造銷售的雙門越野車，在當地俗稱「馬自達Jeep」。

## 概要
馬自達Pathfinder XV-1雖然由馬自達廣島總部設計，卻以散裝料（knock-down kit）的方式送至緬甸當地組裝，主要交由軍方、警察以及政府官員使用，直到後來才出售給民間。

## 歷史
1970年代生產時車身為亮綠色，1990年代後期開放民用時卻出現淺藍、深藍和淺綠色。動力心臟為2.0L直列四缸OHV VA型引擎，最大馬力可輸出90hp。該具引擎為了承受水潑，設計成雙線圈及雙點火點，配有密閉式點火系統。最初只有雙車門的短軸版，後來推出的長軸版以鉚釘組合車身（某些車輛具有四個車門）。由於硬頂長軸版的左右側各有五個固定鉤，於是稱作五鉤版。車頂可分成帆布軟頂或硬頂，車斗可設置9人座摺疊長椅。
另有一種稱作「馬自達Path Finder」的版本，具有軟篷車頂、長軸車身、兩個油箱，同樣由2.0L直列四缸OHV VA型引擎驅動。但相較於長軸版的車重，VA型的動力不敷使用，於是後來引進了韓國和中國製造的柴油引擎，某些人甚至以豐田2C型柴油引擎進行改裝。
原版車身獨特的噴塗方式是坊間維修廠難以模仿的，前端的板簧為反向式；大多數的車主為了更好的油耗表現，通常都會拆除前輪軸接頭。最初生產的車輛採用橫濱橡膠製造的輪胎，最高時速可達70mph左右。後來的車輛採用緬甸的國產胎，卻產生很大的胎噪聲。由於該車款的重心較高，在雨天濕滑的情況下容易翻車。

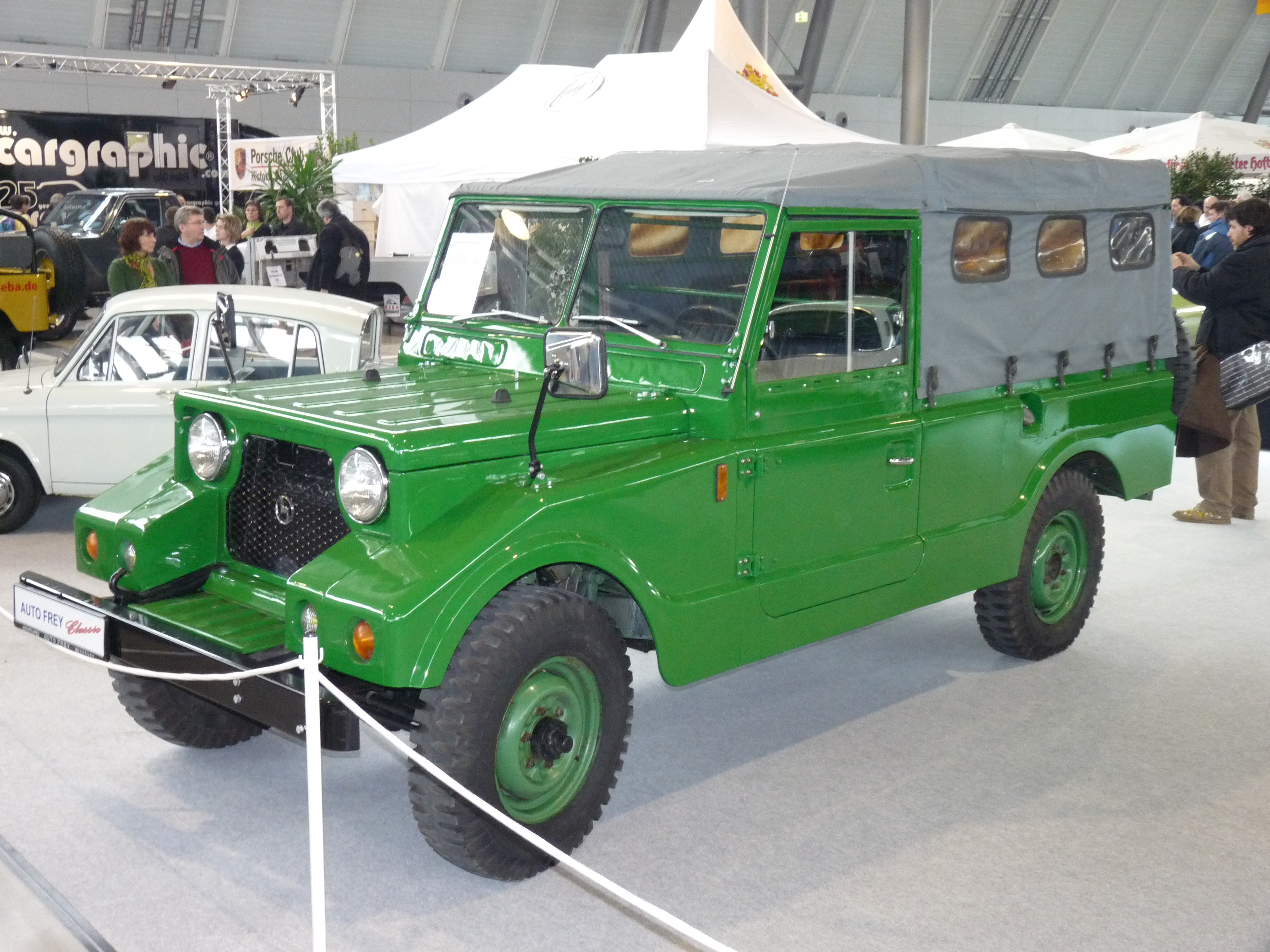
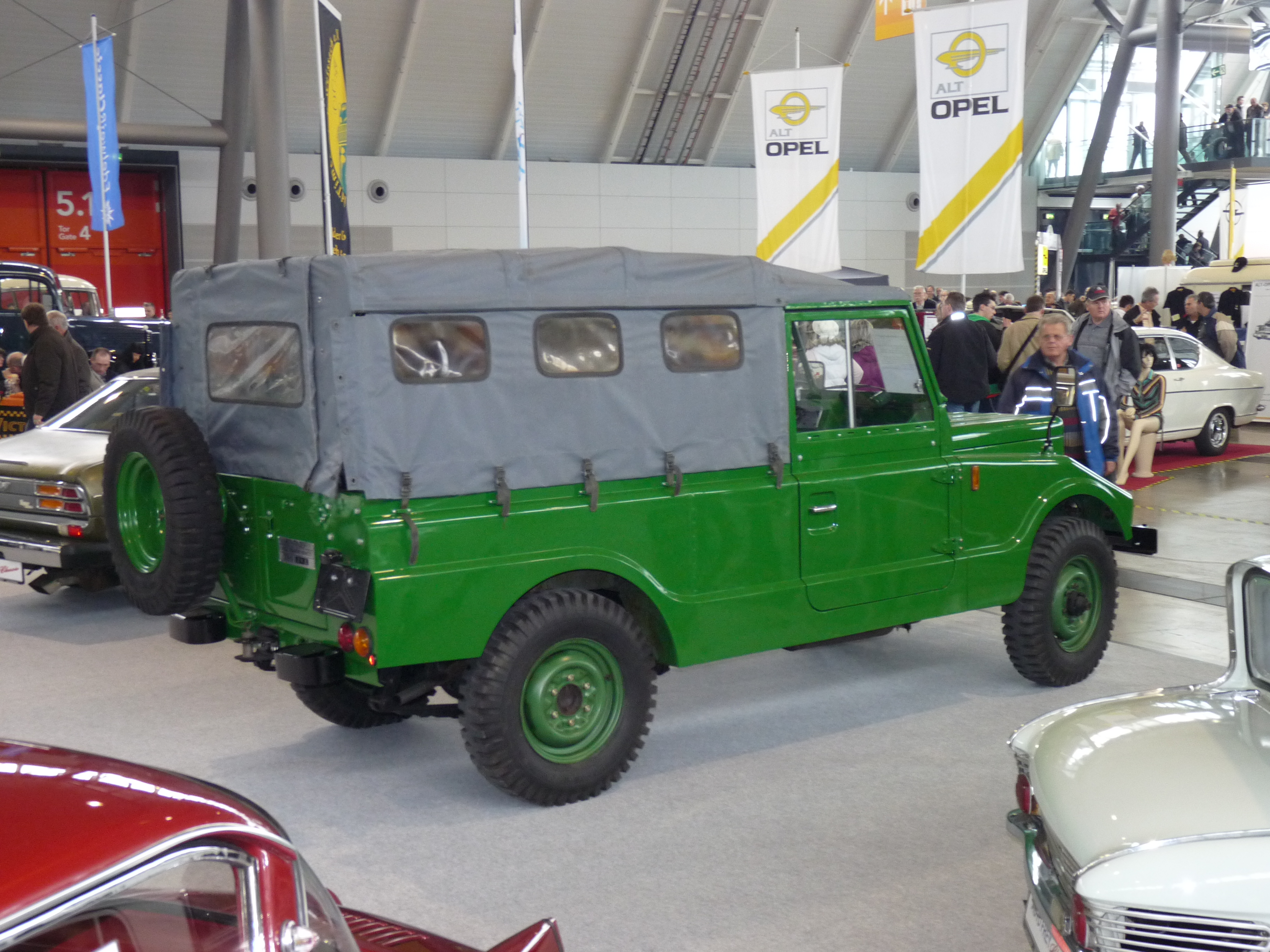
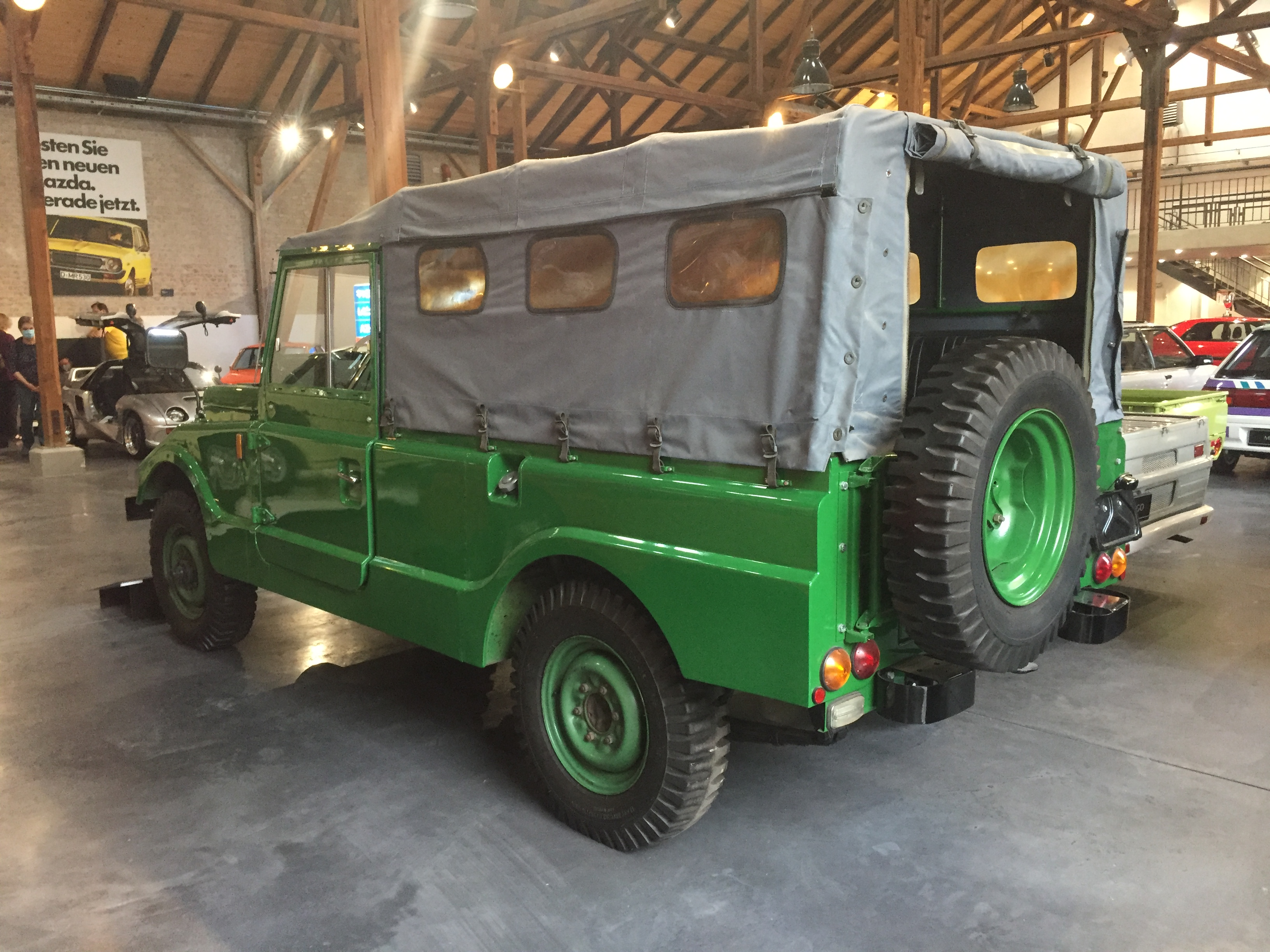
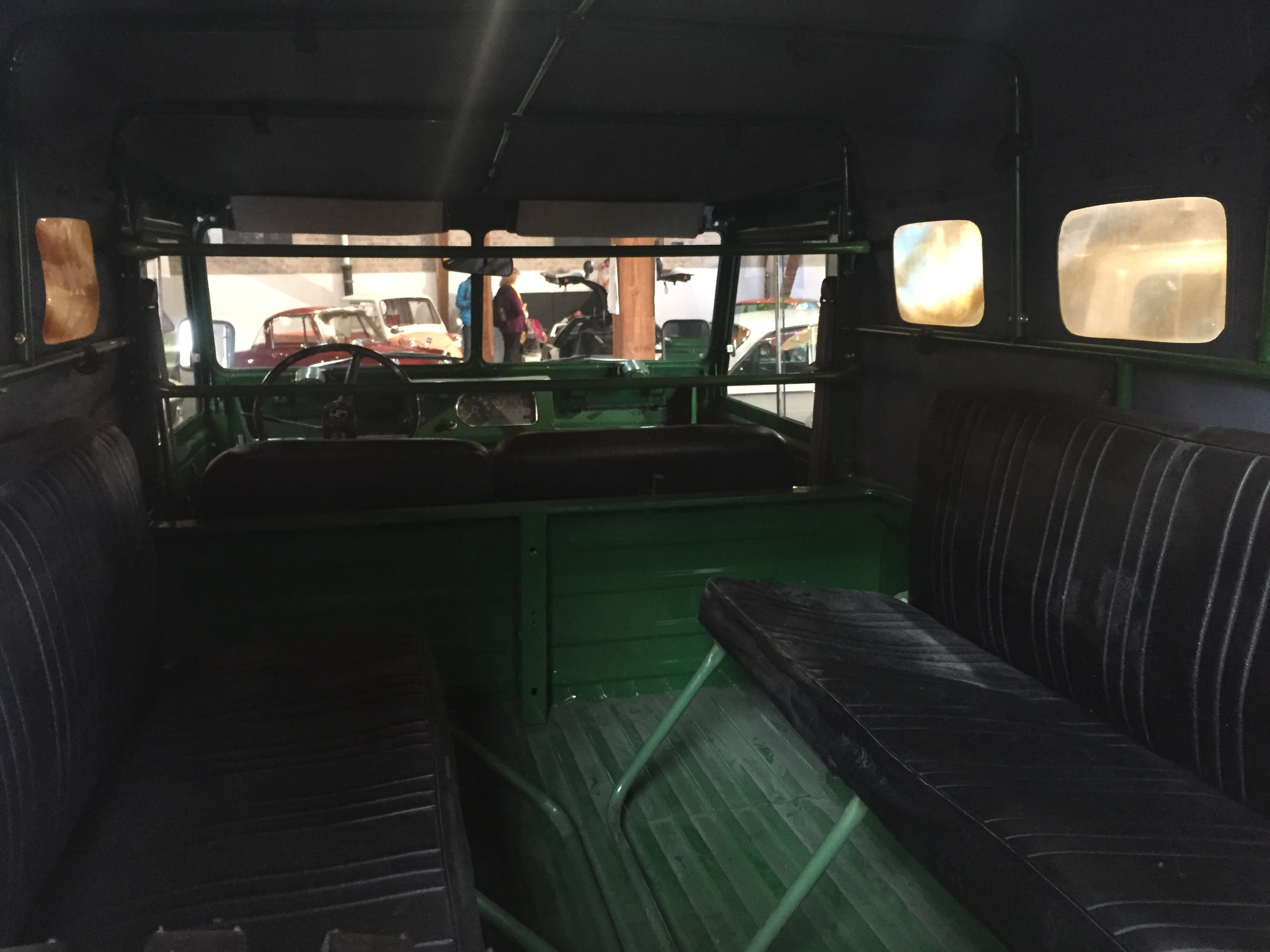

## 外部連結
- （英文）JALOPNIK: Burma's Mazda Pathfinder XV-1 Is The Most Obscure Off-Roader I've Ever Seen （页面存档备份，存于）